# Saison 2 de NCIS : Nouvelle-Orléans
Chronologie
Saison 1 Saison 3
Cet article présente le guide des épisodes de la deuxième saison de la série télévisée américaine NCIS : Nouvelle-Orléans (NCIS: New Orleans).

## Généralités
- Au Canada, la saison est diffusée en simultané sur le réseau Global.

## Distribution

### Acteurs principaux
- Scott Bakula (VF : Guy Chapellier) : Dwayne Cassius Pride alias « King »
- Lucas Black (VF : Ludovic Baugin) : Christopher LaSalle
- Zoe McLellan (VF : Sylvie Jacob) : Meredith « Merri » Brody
- Rob Kerkovich (VF : Adrien Larmande) : Sebastian Lund
- Shalita Grant (VF : Juliette Poissonnier) : Sonja Percy[1] (19 épisodes; 1 à 4, 6 à 12, 14, 16, 18 à 20, 22 à 24)
- Daryl Mitchell (VF : Laurent Morteau) : Patton Plame, spécialiste analyste[1] (22 épisodes; 1 à 7, 9 à 20, 22 à 24)
- CCH Pounder (VF : Michelle Bardollet) : Dr Loretta Wade

### Acteurs récurrents et invités
- Patrick Brennan (en) : Zed Hastings (épisodes 1, 8 et 19)
- Leslie Hope : SecNav Sarah Porter (épisode 3)
- Chad Michael Collins : Lieutenant Val Franco de l'US Navy[2] (épisode 3)
- Shanley Caswell (VF : Laetitia Coryn) : Laurel Pride (épisodes 5, 17 et 19)
- Steven Weber (VF : Constantin Pappas) : Conseiller Douglas Hamilton (épisodes 6 et 14)
- JC Gonzalez : Jake (épisodes 10)
- Alexandra Metz : Billy Hart[3] (épisode 10)
- Mark Harmon (VF : Hervé Jolly) : Agent Spécial Leroy Jethro Gibbs (NCIS) (épisode 12)
- Pauley Perrette (VF : Anne Dolan) : Abby Sciuto (NCIS) (épisode 12)
- David McCallum(VF : Michel Le Royer) : Dr Donald « Ducky » Mallard (NCIS) (épisode 12)
- Emily Wickersham (VF : Barbara Beretta) : Eleanor « Ellie » Bishop (NCIS) (épisode 12)
- Brian Dietzen (VF : Christophe Lemoine) : Jimmy Palmer (NCIS) (épisode 12)
- Tyler Ritter : Luca, frère adoptif d'Abby Sciuto[4] (épisode 12)
- Ivan Sergei : John Russo, Agent de la sécurité intérieure (épisodes 22 à 24)

## Épisodes

### Épisode 1:Sic Semper Tyrannis
- États-Unis /  Canada : 22 septembre 2015 sur CBS[6] / Global
- Suisse : 18 février 2016 sur RTS Un[7]
- France : 3 septembre 2016 sur M6[8]

- États-Unis : 12,62 millions de téléspectateurs[9] (première diffusion)
- Canada : 2,089 millions de téléspectateurs[10] (première diffusion + différé 7 jours)
- France : 2,12 millions de téléspectateurs[11](première diffusion)

- Dr. John (lui-même)
- Yancey Arias (Agent spécial de l'ATF Miguel Aritza)
- Patrick Brennan (en) (Zed Hastings)
- Clare Carey (Anna Boudreau)
- Grant Harvey (Conner)
- Rya Meyers (Sara Strand)
- Brian Stapf (Mark Yaden)
- Seth Dousman (Chef Quartier Maître de la Navy Pete Olson)
- Michael Krikorian (Quartier Maître de seconde classe de la Navy Miles Grayson)
- David Kency (Joseph Coleman, commandant de la Navy)
- Elliott Grey (Brant Boudreau)
- Christopher J. Gunter (L'homme de la milice)

### Épisode 2:Unité fantôme
- États-Unis /  Canada : 29 septembre 2015 sur CBS / Global
- Suisse : 25 février 2016 sur RTS Un
- France : 3 septembre 2016 sur M6

- États-Unis : 12,86 millions de téléspectateurs[12] (première diffusion)
- Canada : 2,009 millions de téléspectateurs[13] (première diffusion + différé 7 jours)
- France : 1,87 million de téléspectateurs[14](première diffusion)

- Derek Ray (Officier Quartier Maître de la Navy Ryan Jansen)
- Julio Cesar Cedillo (Edgar Baco)
- Mitchell Fink (David Dalton, officier de la CIA)
- Lily Holleman (Emily Jansen)
- James Alan Ricker II (Officier Quartier Maître de la Navy Wyatt Granier)
- Matthew Jones (Neal Salter, commandant de la Navy)
- Michael Larson (Jonah Penn)

Le blogueur a été assassiné de trois balles dans la poitrine par un homme descendant en rappel et ayant évité les caméras, de plus sa langue a été coupé et mise dans sa main. Les balles sont transmises à Sébastien qui découvre qu'elles constituaient l'armement d'une équipe de Navy Seal portant le nom de code Fantôme chargé de protéger des habitants locaux de la Bolivie d'une milice paramilitaire lors d'une opération conjointe avec la CIA. Brody demande à Sebastian de faire la lumière sur les photos anonymes qu'elle a reçu dans l'épisode précédent.
Le chef de l'unité Fantôme donne à l'équipe des photos qui étaient en possession du blogueur, montrant qu'un Seal de l'unité a tué 7 des habitants dont il avait la protection, de plus, il leur a coupé la langue comme avec le blogueur. Loretta découvre que le blogueur, Jonah Penn était atteint d'une ulmaire sévère dû à la digestion de plats boliviens, le chef du restaurant bolivien, Edgar Baco où Penn a passé 3 jours d'affilée faisait partie des habitants protégé par les Seals, il a donc tout vu du massacre. Il leur apprend aussi que c'est une organisation humanitaire qui l'a sorti de Bolivie, Baco donne à Brody et Pride le nom d'un autre homme ayant assisté au massacre, David Dalton qui confirme la version de Baco. Dalton est le chef de l'organisation humanitaire ayant fait sortir Baco de Bolivie.
Patton tente de décrypter les fichiers de Penn sur le site où il les hébergeait, site où est aussi présent Sébastian. Pendant ce temps, l'équipe se lance aux trousses de Wyatt Graniee qui correspond au profil du tueur, mais celui-ci est retrouvé mort de trois balles dans sa voiture, la langue coupée, Brody trouve un cheveu appartenant à Ryan Jansen, un autre membre de l'unité Fantôme, parti en mission de survie. Sonja et Cristopher se lancent à sa poursuite et le retrouvent, mais Jansen désarme les deux agents et fuit avec l'arme de Percy. Les deux agents se lancent donc dans la forêt à la recherche de Janson en attendant les renforts, une trentaine de policiers.
Patton utilise l'identité de Sebastian pour décrypter les fichiers de Penn, mais il se fait pirater, Sebastian tente de freiner le hacker tandis que Patton le localise, l'équipe se rend à la position du hacker et découvre Dalton qui est en fait un officier de la CIA. Dalton imagine s'en sortir bientôt grâce à la CIA et décide de ne pas parler. Brody découvre que Dalton a une formation de grimpeur et est probablement le tueur.
Sebastian découvre que les photos ont été trafiquées et que le Seal a été ajouté, en fait, ce massacre n'a pas été l'œuvre des Seals. Il identifie une empreinte sur la photo et la fait analyser. Pendant ce temps, Percy et Cristopher retrouvent Jansen qui leur explique que Grannier et lui ont dû faire l'extraction vers les USA d'un villageois qui était en fait le chef de l'organisation paramilitaire ayant procédé au massacre. 

### Épisode 3:Juste à côté du soleil
- États-Unis /  Canada : 6 octobre 2015 sur CBS / Global
- Suisse : 3 mars 2016 sur RTS Un
- France : 3 septembre 2016 sur M6

- États-Unis : 14,48 millions de téléspectateurs[15] (première diffusion)
- Canada : 2,064 millions de téléspectateurs[16] (première diffusion + différé 7 jours)
- France : 1,50 million de téléspectateurs[17](première diffusion)

- Leslie Hope (Sarah Porter, secrétaire d'état de la Navy)
- Christopher Meyer (Danny Malloy)
- Chad Michael Collins (Lieutenant de la Navy Val Franco)
- James MacDonald (Capitaine de Marine Tom Garrett)
- Ellen Wroe (Lieutenant de la Navy Lindsay Garrett)
- David Clayton Rogers (Kellan Falk)
- Sumalee Montano (Melanie Pratt)
- Dani Dare (CJ Malloy)
- Alec Rayme (Lieutenant de la Navy Mike Dougan)
- Trey Burvant (Commandant de la Navy Grant Wilson)
- Ash Taylor (Dave Schram, représentant de la NSC)
- Robert Larriviere (Docteur Ned Fiske)
- Odessa Sykes (Stella)
- Maria Soccor (Epouse)
- Carly Plotkin (Petite fille)
- Harold Gene Franques (Garde d'honneur)

### Épisode 4:La Menace venue du ciel
- États-Unis /  Canada : 13 octobre 2015 sur CBS / Global
- Suisse : 10 mars 2016 sur RTS Un
- France : 10 septembre 2016 sur M6

- États-Unis : 12,47 millions de téléspectateurs[18] (première diffusion)
- Canada : 2,261 millions de téléspectateurs[19] (première diffusion + différé 7 jours)
- France : 1,99 million de téléspectateurs[20](première diffusion)

- Titus Makin Jr. (Officier Quartier Maître Boone)
- Matthew Florida (Officier Quartier Maître Eric Hewitt)
- Abbie Cobb (Alison Hewitt)
- Matt Battaglia (Lieutenant Colonel de l'Air Force Snow)
- Elizabeth Hendrickson (Beth)
- Maxwell Jenkins (Ryan Griggs)
- Shauna Rappold (Megan Griggs)
- Harlon Miller (Kevin Mitchell)
- Jody Mullins (Lieutenant de la Navy Max Griggs)
- Will Koberg (Tim Banks)
- Hawn Tran (Steve Dunn)
- Teddy Gathmann (Steve Wilensky)
- Natalie Pero (Lieutenant de la Navy Ellen Hale)
- Edward Carter Simon (Lieutenant de la Navy Bradshaw)
- Jhonny Blaze (Homme)
- Kelsey White (Femme en colère)

### Épisode 5:Affaires étrangères
- États-Unis /  Canada : 20 octobre 2015 sur CBS / Global
- Suisse : 17 mars 2016 sur RTS Un
- France : 10 septembre 2016 sur M6

- États-Unis : 12,99 millions de téléspectateurs[21] (première diffusion)
- Canada : 2,146 millions de téléspectateurs[22] (première diffusion + différé 7 jours)
- France : 1,76 million de téléspectateurs[23](première diffusion)

- Shanley Caswell (Laurel Pride)
- Kate Beahan (Agent de l'ADFSI Naomi Parsons)
- Meg Steedle (Cheryl Evans)
- Joe Egender (Luke Elliott)
- Martin Bradford (Ross P)
- Donny Boaz (Lieutenant de la Navy Brad Ryder)
- Dominic Alexander (Sugar Wells)
- Dalton Gray (Chas)
- Savannah Desormeaux (Janel)
- Michael A. Howell (Démineur)

### Épisode 6:Folie furieuse
- États-Unis /  Canada : 27 octobre 2015 sur CBS / Global
- Suisse : 24 mars 2016 sur RTS Un
- France : 10 septembre 2016 sur M6

- États-Unis : 13,06 millions de téléspectateurs[24] (première diffusion)
- Canada : 2,254 millions de téléspectateurs[25] (première diffusion + différé 7 jours)
- France : 1,45 million de téléspectateurs[26](première diffusion)

- Steven Weber (Conseiller Douglas Hamilton)
- Lawrence Adimora (Kendrick Lewis)
- Nelson Lee (Roger Liu)
- Sunil Malhotra (Vinjay Singh)
- Camille Balsamo (Officier Quartier Maître Sofia Velez)
- Caroline Hebert (Officier Quartier Maître Kelsey Weaver)
- Tim J. Smith (Anthony Cousins)
- Dustan Costine (Vincent)
- Dawntavia Bullard (Sonja jeune)
- Dawn C. Hamil (Marion jeune)
- Chris Marroy (Assistant d'Hamilton)
- Chima Chekwa (Homme de main)
- Brandon Cunningham (Garçon de vigie)

### Épisode 7:Un cœur brisé
- États-Unis /  Canada : 3 novembre 2015 sur CBS / Global
- Suisse : 31 mars 2016 sur RTS Un
- France : 17 septembre 2016 sur M6

- États-Unis : 14,15 millions de téléspectateurs[27] (première diffusion)
- Canada : 2,354 millions de téléspectateurs[28] (première diffusion + différé 7 jours)
- France : 2,10 millions de téléspectateurs[29](première diffusion)

- Annie Potts (Olivia Brody)
- Benjamin Papac (Max « PinZ0 » Pinzon)
- Wes Cannon (Maître d'arme #2)
- Jannette Sepwa (Janis Leary)
- Jesse Malinowski (Wesley Mott, infirmier de l'hôpital)
- Cariella Smith (Aleah Baldwin, infirmière de l'hôpital)
- Janeline Condez Hayes (Docteur Susan Gatley)
- Caroline Fourmy (Infirmière)
- Savannah Desormeaux (Janel)
- Michael A. Howell (Technicien de déminage)

### Épisode 8:Confluence
- États-Unis /  Canada : 10 novembre 2015 sur CBS / Global
- Suisse : 7 avril 2016 sur RTS Un
- France : 17 septembre 2016 sur M6

- États-Unis : 12,39 millions de téléspectateurs[30] (première diffusion)
- Canada : 2,332 millions de téléspectateurs[31] (première diffusion + différé 7 jours)
- France : 1,84 million de téléspectateurs[32](première diffusion)

- Jay Thomas (Marc Maslow)
- Patrick Brennan (en) (Zed Hastings)
- Kirsten Nelson (Vivian Lambert)
- Alex Fernández (Hugo Garza)
- Johnny Sneed (Don Lambert)
- Sharon Conley (Ausa Karen Izzo)
- Jenny Ballard (Porte parole DOJ)
- Sean Richmond (Adjoint #2)

- Daryl Mitchell qui incarne l'analyste Patton Plame n'apparaît pas dans cet épisode.
- Suite de l'épisode 1, Sic Semper Tyranis.

### Épisode 9:Heures sombres
- États-Unis /  Canada : 17 novembre 2015 sur CBS / Global
- Suisse : 14 avril 2016 sur RTS Un
- France : 17 septembre 2016 sur M6

- États-Unis : 13,01 millions de téléspectateurs[33] (première diffusion)
- Canada : 2,295 millions de téléspectateurs[34] (première diffusion + différé 7 jours)
- France : 1,55 million de téléspectateurs[35](première diffusion)

- Shani Atias (Francesca "Frankie" Alvarez)
- Jessica Tuck (Sheila Fontaine)
- Jason Gray-Stanford (Mickey)
- Michael Grant Terry (Toby Fontaine)
- Casey Hendershot (Bart Johnson)
- Lyle Brocato (Bronson Pomeroy)
- Scotty Whitehurst (Dan)
- Walker Babington (Brad)
- Kamille McCuin (Jules)
- Tania Dall (Présentateur des nouvelles)

### Épisode 10:Cataclysme
- États-Unis /  Canada : 24 novembre 2015 sur CBS / Global
- Suisse : 21 avril 2016 sur RTS Un
- France : 24 septembre 2016 sur M6

- États-Unis : 11,848 millions de téléspectateurs[36]
- Canada : 2,438 millions de téléspectateurs[37] (première diffusion + différé 7 jours)
- France : 1,94 million de téléspectateurs[38](première diffusion)

- Alexandra Metz (Billy Hart)
- Christopher Berry (Oliver Fray)
- Kenneth Brown (Phillip Hart)
- Bowie Hamilton (Ed Tagget)
- Patrick Reginald Walker (Officier du NOPD Pete Grange)
- Ninja Devoe (Reporter télé)
- Amy Grasse (Secrétaire de la Navy)
- Donald Link (Donald Link)

### Épisode 11:Le Blues de Noël
- États-Unis /  Canada : 15 décembre 2015 sur CBS / Global
- Suisse : 28 avril 2016 sur RTS Un
- France : 24 septembre 2016 sur M6

- États-Unis : 12,09 millions de téléspectateurs[39] (première diffusion)
- Canada : 2,197 millions de téléspectateurs[40] (première diffusion + différé 7 jours)
- France : 1,68 million de téléspectateurs[41](première diffusion)

- Christopher Meyer (Danny)
- Christina Cox (Détective du NOPD Dinah Clark)
- Rick Peters (Commandant de la Navy Thomas Freeman)
- Erica Dasher (Sofia Freeman)
- Marcus Lyle Brown (Maître d'arme Daryl Brown)
- CJ Malloy (Dani Dare)
- JC Gonzalez (Jake)
- Emily Marie Palmer (Beth)
- Daniel Francois (Alonzo Brown)
- Jeff Pope (Ronnie Doyle)
- Elise Fyke (Shelly Freeman)

### Épisode 12:L'Union fait la force(2/2)
- États-Unis /  Canada : 5 janvier 2016 sur CBS / Global
- Suisse : 5 mai 2016 sur RTS Un
- France : 21 octobre 2016 sur M6

- États-Unis : 17,25 millions de téléspectateurs[42] (première diffusion)
- Canada : 2,922 millions de téléspectateurs[43] (première diffusion + différé 7 jours)
- France : 3,13 millions de téléspectateurs[44](première diffusion)

- Mark Harmon (Agent spécial du NCIS Leroy Jethro Gibbs)
- Pauley Perrette (Abby Sciuto)
- David McCallum (Dr Donald « Ducky » Mallard)
- Emily Wickersham (Agent du NCIS Eleanor « Ellie » Bishop)
- Brian Dietzen (Jimmy Palmer)
- Tyler Ritter (Luca Sciuto)
- Cassidy Freeman (Eva Azarova)
- Tina Benko (Paulina Kurteva)
- Samran Chakrabarti (Jenner Blye)
- Bryan Batt (Dalton Greenbrick)
- Alex Quijano (Blake Huxley)
- Ilia Volok (L'homme costaud)
- Alexander Babara (Russe)
- Lev Gorn (Avocat russe Anton Pavlenko)

- Dernière partie d'un cross-over qui a débuté dans le douzième épisode de la treizième saison de NCIS : Enquêtes spéciales.
- La chaine RTS Un fait une pause après cet épisode.

### Épisode 13:Clandestins
- États-Unis /  Canada : 19 janvier 2016 sur CBS / Global
- Suisse : 28 août 2016 sur RTS Un
- France : 1er octobre 2016 sur M6

- États-Unis : 13,298 millions de téléspectateurs[45] (première diffusion)
- Canada : 2,075 millions de téléspectateurs[46] (première diffusion + différé 7 jours)
- France : 2,19 millions de téléspectateurs[47](première diffusion)

- Brian McNamara (Agent de l'U.S. Immigration and Customs Enforcement Randy Wilson)
- Marlene Forté (Rita Ortega)
- Max Arciniega (Victor Ortega)
- Andrene Ward-Hammond (Lieutenant Harper)
- Natan Cruz (Officier Quartier Maître de deuxième classe Mateo Ortega)
- Dayana Rincon (Carla)
- Melissa Collado (Interprète)
- Lidia Porto (Martina)
- Karmen Capella (Ana)
- Jabari Thomas (Benjamin)
- Clint James (Karl)
- John Bostic (Sheldon)
- Cassie Hernandez (Claudia Ortega)
- Ricky Catter (Luis)
- Jonathan Ralph Fritschi (Membre de gang)

### Épisode 14:Mardi Gras
- États-Unis /  Canada : 9 février 2016 sur CBS / Global
- France : 1er octobre 2016 sur M6

- États-Unis : 12,57 millions de téléspectateurs[48] (première diffusion)
- Canada : 2,075 millions de téléspectateurs[49] (première diffusion + différé 7 jours)
- France : 1,88 million de téléspectateurs[50](première diffusion)

- Steven Weber (Mayor Douglas Hamilton)
- Lee Tergesen (Mike Spar)
- Chris L. McKenna (Officier du NOPD David Tate)
- David Starzyk (Brad Curry)
- Chasty Ballesteros (Angela Goodwin)
- James Dumont (Tom Bujei)
- Glen David Andrews (Glen David Andrews)
- Brandi Wilson (Kelly Grace)
- Jon Cleary (Jon Cleary)
- Michael Dardant (L'homme argenté)
- Deanna Meske (Lily Bujei)
- Dominique L. Hayes (Serveuse)

### Épisode 15:Résurrection
- États-Unis /  Canada : 16 février 2016 sur CBS / Global
- France : 8 octobre 2016 sur M6

- États-Unis : 13,41 millions de téléspectateurs[51] (première diffusion)
- Canada : 2,055 millions de téléspectateurs[52] (première diffusion + différé 7 jours)
- France : 2,26 millions de téléspectateurs[53](première diffusion)

- Chris McGarry (Agent de la CIA Adam Calloway)
- Sean Patrick Thomas (Lieutenant Commandant de la Navy Mark Jacoby)
- Dustin Seavey (Infirmier Quartier Maître de deuxième classe Nolan Griffith)
- Helen Eigenberg (Mariana Griffith)
- Said Faraj (Aman Bashir)
- Brooklyn Bella (Sadie)
- Chester Rushing (Brian Hendrich)
- Jackson Beals (Lieutenant Colonel Patrick Manning)
- Eugenie Bondurant (Marie Lovatelli)
- Sylvia Grace Crim (Reporter télé)
- Nidhi Ghildayal (Nasima Griffith)
- Janee Michelle (Femme Reporter)
- Nicole Lovince (Guide touristique)
- Lauren Alexandra (Morgan Oliver)

### Épisode 16:Nouveau départ
- États-Unis /  Canada : 23 février 2016 sur CBS / Global
- France : 8 octobre 2016 sur M6

- États-Unis : 12,599 millions de téléspectateurs[54] (première diffusion)
- Canada : 1,95 million de téléspectateurs[55] (première diffusion + différé 7 jours)
- France : 1,91 million de téléspectateurs[56](première diffusion)

- Samaire Armstrong (Marion Watkins)
- Joe Holt (Agent de la DEA Will Banks)
- Jayson Warner Smith (Payton Kirk)
- James Evermore (Nathan Litke)
- Cindy Hogan (Auntie Shay)
- Jaynee-Lynee Kinchen (Brianne)
- Kristina Emerson (Doris)
- Mike Mayhall (Chef Quartier Maître Jim Tobin)
- Maureen Brennan (Cuisinier)
- Oscar Gale (Garde de sécurité)
- Taylor Faye Ruffin (Caissière / Josie)
- Adam Larrabee (Chef du SWAT)
- Michael Scott (Conducteur)

### Épisode 17:Silence radio
- États-Unis /  Canada : 1er mars 2016 sur CBS / Global
- France : 15 octobre 2016 sur M6

- États-Unis : 11,72 millions de téléspectateurs[57] (première diffusion)
- Canada : 2,1 millions de téléspectateurs[58] (première diffusion + différé 7 jours)
- France : 2,04 millions de téléspectateurs[59](première diffusion)

- Shanley Caswell (Laurel Pride)
- Amy Price-Francis (Kayla Anderson)
- Lilli Birdsell (Rachel Grant)
- James Hiroyuki Liao (Brandon Pierce)
- Eric Mendenhall (Tyson Reed)
- Clay Edmund Kraski (Capitaine de la Navy Jim Grant)

### Épisode 18:Épilogue
- États-Unis /  Canada : 15 mars 2016 sur CBS / Global
- France : 15 octobre 2016 sur M6

- États-Unis : 11,967 millions de téléspectateurs[60] (première diffusion)
- Canada : 2,223 millions de téléspectateurs[61] (première diffusion + différé 7 jours)
- France : 2 millions de téléspectateurs[62](première diffusion)

- David Hoflin (Daniel Nolan)
- Scott Klace (Robert Nolan)
- Isabella Hofmann (Nancy Nolan)
- Garikayi Mutambirwa (Edward Lamb)
- Melissa Farman (Jessica Levy)
- Matt Socia (Martin Gorman)
- Noelle Bercy (Madison)
- Anne Nichols Brown (Ellie)
- Tim Bell (Chauffeur)

### Épisode 19:Une haine tenace
- États-Unis /  Canada : 22 mars 2016 sur CBS / Global
- France : 22 octobre 2016 sur M6

- États-Unis : 13,38 millions de téléspectateurs[63] (première diffusion)
- Canada : 2,148 millions de téléspectateurs[64] (première diffusion + différé 7 jours)
- France : 1,84 million de téléspectateurs[65](première diffusion)

- Julie Ann Emery (Agent spécial du NCIS Karen Hardy)
- Shanley Caswell (Laurel Pride)
- Patrick Brennan (en) (Zed Hastings)
- Kathleen Munroe (Anita Karr)
- Barry Shabaka Henley (Détective de Baton Rouge Todd Lamont)
- Matthew Alan (Troy Spooner)
- Joel K. Berger (Reggie Clifton)

### Épisode 20:De vieux os
- États-Unis /  Canada : 5 avril 2016 sur CBS / Global
- France : 22 octobre 2016 sur M6

- États-Unis : 12,28 millions de téléspectateurs[66] (première diffusion)
- Canada : 1,951 million de téléspectateurs[67] (première diffusion + différé 7 jours)
- France : 1,66 million de téléspectateurs[68](première diffusion)

- Gary Basaraba (Dr Steven Bellamy)
- Darri Ingolfsson (Karl Baptiste)
- Bert Belasco (Alexander Hanson)
- Devyn Tyler (Amelia Boyd)
- Davin Smith (Réserviste de la Navy James Boyd)
- Silas Cooper (Commandant Jim Caron)
- Kate Adair (Josie)
- Chauncey Slack (Membre masculin de la famille)

### Épisode 21:Dommage collatéral
- États-Unis /  Canada : 19 avril 2016 sur CBS / Global
- France : 29 octobre 2016 sur M6

- États-Unis : 12,22 millions de téléspectateurs[69] (première diffusion)
- Canada : 1,895 million de téléspectateurs[70] (première diffusion + différé 7 jours)
- France : 1,97 million de téléspectateurs[71](première diffusion)

- Nicholas Lea (Colonel Samuel Nilsen)
- John Getz (Lieutenant-Général Owen Matthews)
- Jude Ciccolella (Colonel David Peterson)
- Clark Freeman (Walt Jeffries)
- Katie Savoy (Lieutenant de la Navy Rebecca Peterson)
- Wendy Miklovic (Chef de la sécurité)
- Denzel Johnson (Concierge)
- Trina Lafargue (Fille mignonne)

### Épisode 22:Appel à l'aide
- États-Unis /  Canada : 3 mai 2016 sur CBS / Global
- France : 29 octobre 2016 sur M6

- États-Unis : 12,56 millions de téléspectateurs[72] (première diffusion)
- Canada : 2,045 millions de téléspectateurs[73] (première diffusion + différé 7 jours)
- France : 1,90 million de téléspectateurs[74](première diffusion)

- Ivan Sergei (Agent de la sécurité intérieure John Russo)
- Skipp Sudduth (Blake Jarrett)
- Molly Hagan (Elaine Jarrett)
- Tom Schanley (Anthony Flanders)
- Melanie Merkosky (Spécialiste culinaire de la Navy Danielle Jarrett)
- John Patrick Besh (Lui-même)
- David Alexander (Capitaine de la Navy David Estes)
- Alex Collins (Agent du FBI Walker)
- Rachel Guidry Whittle (Agent du FBI Davis)
- CJ Hunt (Spécialiste culinaire de la Navy Patrick Burke)
- Gary Clark, Jr. (Musicien de rue)
- Kristin Witterschein (infirmière)
- Susan Spicer (elle-même)
- Leah Chase (elle-même)
- Sue Zemanick (elle-même)
- Gene Todaro (lui-même)

### Épisode 23:Le Troisième Homme
- États-Unis /  Canada : 10 mai 2016 sur CBS / Global
- France : 5 novembre 2016 sur M6

- États-Unis : 13,24 millions de téléspectateurs[75] (première diffusion)
- Canada : 2,059 millions de téléspectateurs[76] (première diffusion + différé 7 jours)
- France : 2,282 millions de téléspectateurs[77](première diffusion)

- Ivan Sergei (Agent de la Sécurité intérieure John Russo)
- Jared Day (Michael Buckley)
- Kaitlyn Black (Judy Brown)
- Matt Biedel (Arthur Brown)
- Kiley Casciano (Camille)

### Épisode 24:Sous couverture
- États-Unis /  Canada : 17 mai 2016 sur CBS[78] / Global
- France : 12 novembre 2016 sur M6

- États-Unis : 13,3 millions de téléspectateurs[79] (première diffusion)
- Canada : 2,211 millions de téléspectateurs[80] (première diffusion + différé 7 jours)
- France : 1,973 million de téléspectateurs[81](première diffusion)

- Ivan Sergei (Agent de la sécurité intérieure John Russo)
- Toni Trucks (Agent du CGIS Joan Swanson)
- Cooper Thornton (Capitaine des Gardes-Côtes Stark)
- Stephanie Erb (Molly Layne)
- Jared Day (Michael Buckley)
- Douglas M. Griffin (Garrett Layne)
- Tony Winters (secrétaire adjoint du département de la Sécurité intérieure)
- Mark Ashworth (Fabricant de bombes)

## Cotes d'écoute au Canada anglophone

### Portrait global
- La moyenne de cette saison est d’environ 2,14 millions de téléspectateurs[Note 1].
- Note: l'épisode 12 n'est pas inclus dans le calcul de la moyenne étant donné que les cotes d'écoute de cet épisode sont combinées avec l'épisode 13x12 de NCIS.

### Données détaillées
| Numéro épisode | Titre original                | Diffuseur | Date de diffusion originale (2015-2016) | Heure        | Cotes d'écoute (en téléspectateurs) | Classement soirée | Classement semaine |
| -------------- | ----------------------------- | --------- | --------------------------------------- | ------------ | ----------------------------------- | ----------------- | ------------------ |
| 1              | Sic Semper Tyranis            | Global    | Mardi 22 septembre 2015                 | 21 h HE / HP | 2 089 000                           | 3                 | 10                 |
| 2              | Shadow Unit                   | Global    | Mardi 29 septembre 2015                 | 21 h HE / HP | 2 009 000                           | 2                 | 10                 |
| 3              | Touched By the Sun            | Global    | Mardi 6 octobre 2015                    | 21 h HE / HP | 2 064 000                           | 2                 | 7                  |
| 4              | I Do                          | Global    | Mardi 13 octobre 2015                   | 21 h HE / HP | 2 261 000                           | 2                 | 3                  |
| 5              | Foreign Affairs               | Global    | Mardi 20 octobre 2015                   | 21 h HE / HP | 2 146 000                           | 3                 | 7                  |
| 6              | Insane in the Membrane        | Global    | Mardi 27 octobre 2015                   | 21 h HE / HP | 2 254 000                           | 2                 | 5                  |
| 7              | Heart Eight                   | Global    | Mardi 3 novembre 2015                   | 21 h HE / HP | 2 354 000                           | 2                 | 4                  |
| 8              | Confluence                    | Global    | Mardi 10 novembre 2015                  | 21 h HE / HP | 2 332 000                           | 2                 | 3                  |
| 9              | Darkest Hour                  | Global    | Mardi 17 novembre 2015                  | 21 h HE / HP | 2 295 000                           | 2                 | 3                  |
| 10             | Billy and the Kid             | Global    | Mardi 24 novembre 2015                  | 21 h HE / HP | 2 438 000                           | 2                 | 4                  |
| 11             | Blue Christmas                | Global    | Mardi 15 décembre 2015                  | 21 h HE / HP | 2 197 000                           | 2                 | 4                  |
| 12             | Sister City (Deuxième partie) | Global    | Mardi 5 janvier 2016                    | 21 h HE / HP | 2 922 000 ,                         | 1                 | 3                  |
| 13             | Undocumented                  | Global    | Mardi 19 janvier 2016                   | 21 h HE / HP | 2 075 000                           | 2                 | 6                  |
| 14             | Father's Day                  | Global    | Mardi 9 février 2016                    | 21 h HE / HP | 1 935 000                           | 2                 | 5                  |
| 15             | No Man's Land                 | Global    | Mardi 16 février 2016                   | 21 h HE / HP | 2 055 000                           | 2                 | 7                  |
| 16             | Second Chances                | Global    | Mardi 23 février 2016                   | 21 h HE / HP | 1 950 000                           | 2                 | 9                  |
| 17             | Radio Silence                 | Global    | Mardi 1er mars 2016                     | 21 h HE / HP | 2 100 000                           | 2                 | 4                  |
| 18             | If It Bleeds, It Leads        | Global    | Mardi 15 mars 2016                      | 21 h HE / HP | 2 223 000                           | 2                 | 4                  |
| 19             | Means To An End               | Global    | Mardi 22 mars 2016                      | 21 h HE / HP | 2 148 000                           | 2                 | 4                  |
| 20             | Second Line                   | Global    | Mardi 5 avril 2016                      | 21 h HE / HP | 1 951 000                           | 2                 | 6                  |
| 21             | Collateral Damage             | Global    | Mardi 19 avril 2016                     | 21 h HE / HP | 1 895 000                           | 2                 | 6                  |
| 22             | Help Wanted                   | Global    | Mardi 3 mai 2016                        | 21 h HE / HP | 2 045 000                           | 2                 | 6                  |
| 23             | The Third Man                 | Global    | Mardi 10 mai 2016                       | 21 h HE / HP | 2 059 000                           | 2                 | 3                  |
| 24             | Sleeping With The Enemy       | Global    | Mardi 17 mai 2016                       | 21 h HE / HP | 2 211 000                           | 2                 | 2                  |